# Tierra de Israel

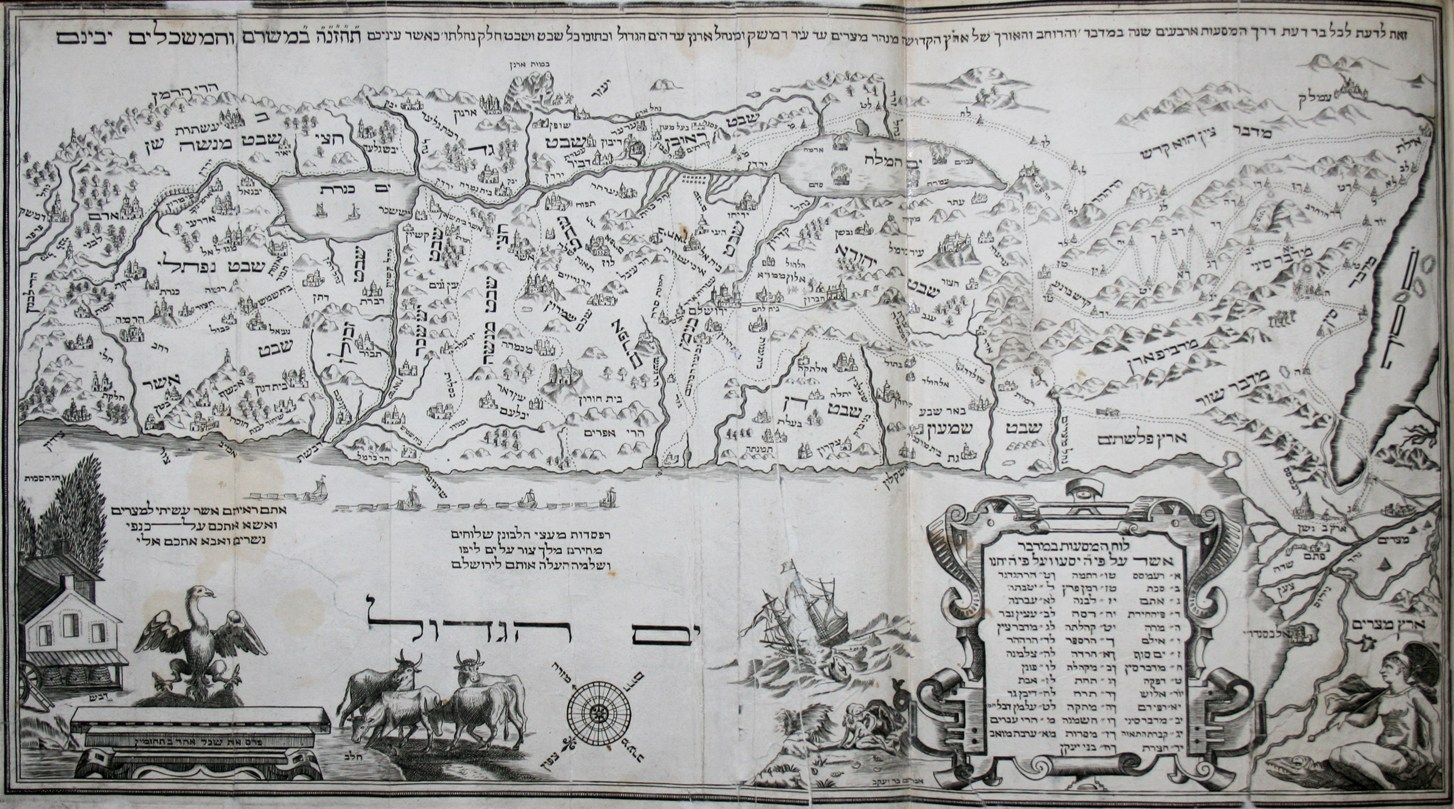
Eretz Yisraˈel o "La Tierra de Israel", con las doce tribus. Mapa en hebreo por Abraham Bar Jacob, Hagadá de Ámsterdam, 1695.

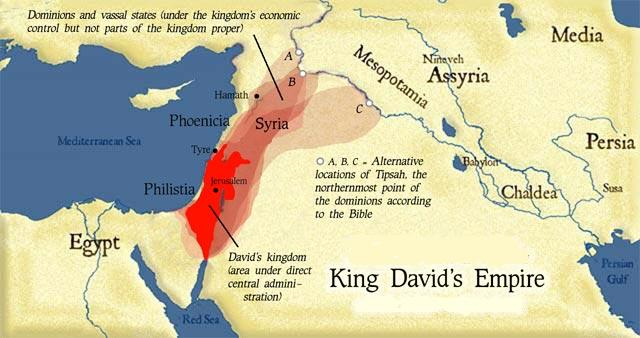
Israel en tiempos de David.

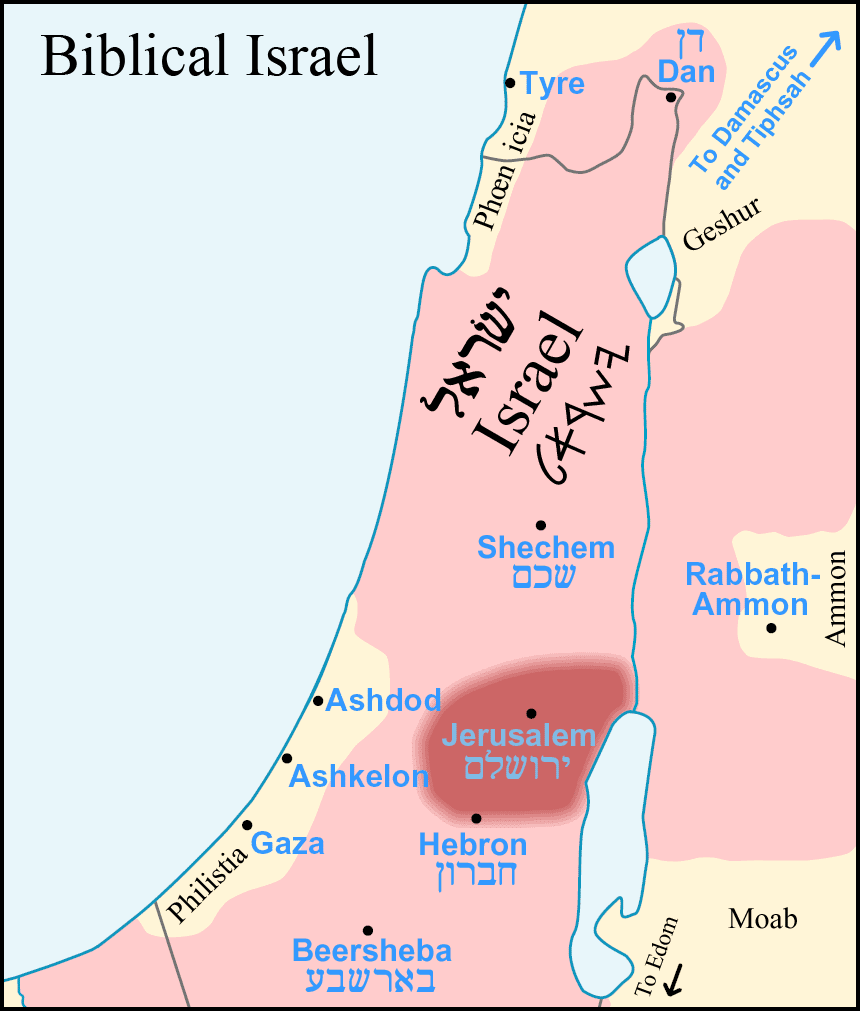
Israel a finales del reinado de Salomón (rosa), con área de influencia jerosolimitana (rojo).

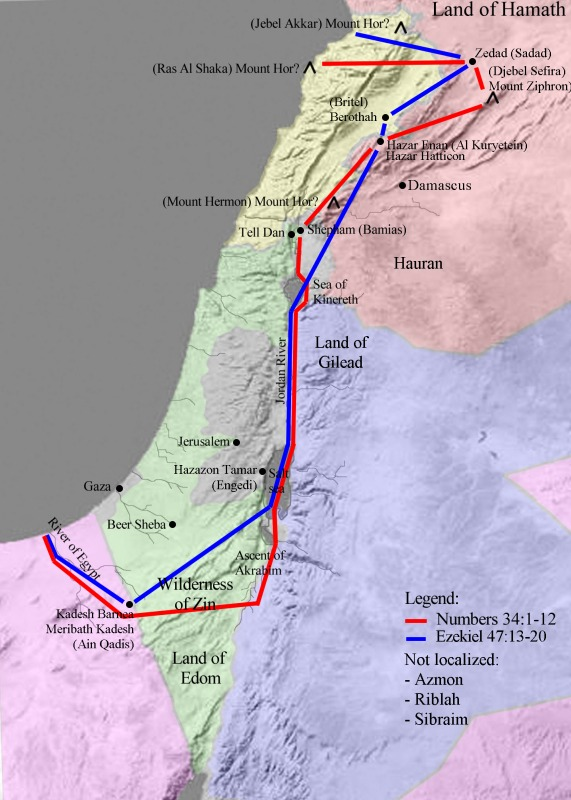
Mapa con los límites de la Tierra de Israel a partir de Números 34 y Ezequiel 47.

La Tierra de Israel (en hebreo: ארץ ישראל‎, Eretz Yisra'el) es un término histórico empleado en las tradiciones judía y cristiana para referirse a los antiguos reinos de Judá e Israel, es decir, al territorio de los hebreos. La Biblia emplea las expresiones Tierra prometida y La Tierra de Israel. Su extensión no se define con precisión, siendo muy amplia en ciertos pasajes (Génesis 15:18-21; Deuteronomio 1:7 y 11:24) y mínimos en otros (Números 34:1-12, Ezequiel 47:15-20).[cita requerida] Los textos cristianos usan a menudo la denominación «Tierra Santa», expresión a su vez también empleada ocasionalmente por los hebreos (ארץ הקודש, Eretz HaKodesh).
En hebreo, el término Eretz Yisra'el se usaba para designar la región conocida en la mayoría de idiomas como Palestina, y se sigue usando en términos históricos para este significado (ya que es anterior al nombre impuesto a la región por el imperio romano). En este aspecto, la palabra Palestina en hebreo es identificada más con las entidades políticas establecidas a lo largo de la historia en el territorio de Eretz Yisra'el, como el Mandato británico de Palestina, de ortografía y pronunciación diferentes a la Palestina actual. Durante el Mandato británico, los judíos se llamaban judíos palestinos (usando esa otra ortografía), que decían habitar la Tierra de Israel (o sea Eretz Yisra'el).

## Historia del término
Desde la época romana hasta el presente, ha tenido diferentes denominaciones, a veces incluyendo zonas de Egipto, Jordania, Siria y Turquía. Desde tiempos del imperio persa (538 a. C.) y hasta la victoria romana sobre los judíos (70 d. C.), el territorio era en términos generales denominado Judea y, con el tiempo, llegó a comprender Samaria y Galilea, así como también Idumea, Perea y Batanea.
Luego de la destrucción de Jerusalén y su Templo, los romanos cambiaron su nombre por el de «Palestina». Mas, durante casi dos mil años, hasta la creación del Estado de Israel, e incluso a partir de ello, el pueblo judío siguió y sigue refiriéndose al mencionado territorio ancestral a través de la expresión Eretz Yisra'el y, como expresión, se halla a su vez intrínsecamente ligada a la historia nacional del pueblo de Israel (עם ישראל).[cita requerida]

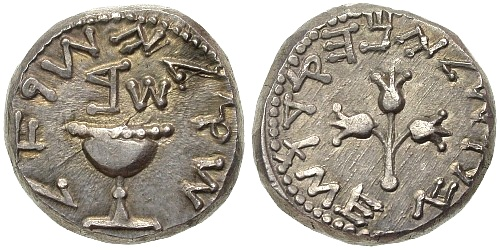
Antiguo shéquel de plata, con cáliz de kidush y tres granadas simbólicas de Judea, Samaria y Galilea, acuñado en el segundo año de la primera guerra judeo-romana, 66-73

## Alcances según el texto bíblico
Alcances máximos:

- A tu descendencia daré esta tierra, desde el río de Egipto hasta el río grande, el Éufrates. —Génesis 15:18.
- Volveos e id al monte del amorreo y a todas sus comarcas, en el Arabá, en el monte, en los valles, en el Neguev y junto a la costa del mar, a la tierra del cananeo y al Líbano, hasta el gran río, el río Éufrates. —Deuteronomio 1:7.
- Todo lugar que pise la planta de vuestro pie será vuestro: desde el desierto hasta el Líbano, desde el río Éufrates hasta el mar occidental será vuestro territorio. —Deuteronomio 11:24.

Alcances mínimos:

- Yahveh habló a Moisés y le dijo:  «Manda a los hijos de Israel y diles: Cuando hayáis entrado en la tierra de Canaán, ésta será la tierra que os ha de caer en herencia, y estos serán sus límites: Tendréis el lado del sur desde el desierto de Zin hasta la frontera de Edom, y su límite estará en el extremo del Mar Salado, hacia el oriente. Este límite os irá rodeando desde el sur hasta la subida de Acrabim, y pasará hasta Zin; se extenderá del sur a Cades-barnea, continuará a Hasar-adar y pasará hasta Asmón. Rodeará este límite desde Asmón hasta el torrente de Egipto, y terminará en el mar. El límite occidental será el Mar Grande; este límite será el límite occidental. El límite del norte será éste: desde el Mar Grande trazaréis una línea hasta el monte Hor. Del monte Hor trazaréis una línea hasta la entrada de Hamat, y seguirá aquel límite hasta Zedad. Seguirá luego hasta Zifrón y terminará en Hazar-enán. Éste será el límite del norte. Como límite al oriente trazaréis una línea desde Hazar-enán hasta Sefam. Este límite bajará desde Sefam a Ribla, al oriente de Aín. Seguirá descendiendo el límite y llegará a la costa del mar de Cineret, al oriente. Después descenderá este límite al Jordán y terminará en el Mar Salado: Ésta será vuestra tierra con los límites que la rodean». —Números 34:1-12.
- Éste será el límite de la tierra hacia el lado del norte: desde el Mar Grande, camino de Hetlón viniendo a Zedad, Hamat, Berota, Sibraim, que está entre el límite de Damasco y el límite de Hamat; Hazar-haticón, que es el límite de Haurán. Y será el límite del norte desde el mar hasta Hazar-enán en el límite de Damasco al norte, y al límite de Hamat al lado del norte. Del lado del oriente, en medio de Haurán y de Damasco, y de Galaad y de la tierra de Israel, al Jordán; esto mediréis como límite hasta el mar oriental. Del lado meridional, hacia el sur, desde Tamar hasta las aguas de las rencillas; desde Cades hacia el arroyo y hasta el Mar Grande. Éste será el lado meridional, el sur. Del lado del occidente, el Mar Grande será el límite hasta enfrente de la entrada de Hamat; éste será el lado occidental. —Ezequiel 47:15-20.

## Las siete especies de la Tierra de Israel
La tierra prometida y lo que de ella emana es enumerados en el texto bíblico:

Porque Jehová, tu Dios, te introduce en la buena tierra, tierra de arroyos, de aguas, de fuentes y de manantiales, que brotan en vegas y montes; tierra de trigo y cebada, de vides, higueras y granados; tierra de olivos, de aceite y de miel;  tierra en la cual no comerás el pan con escasez, y donde no te faltará nada; tierra cuyas piedras son de hierro y de cuyos montes sacarás cobre. Allí comerás y te saciarás, y bendecirás a Jehová, tu Dios, por la buena tierra que te habrá dado. —Deuteronomio 8:7-10.

Las siete especies de la Tierra de Israel aparecen representadas en una serie de estampillas israelíes diseñada por Zvi Narkiss en 1958.  

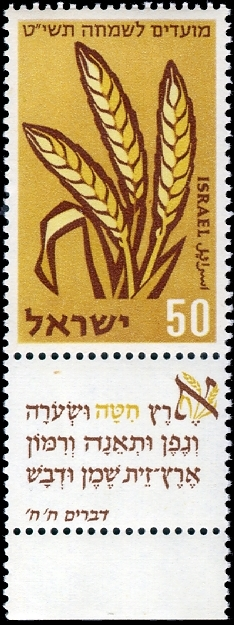
Trigo
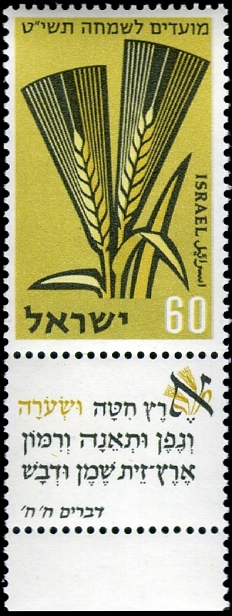
Cebada
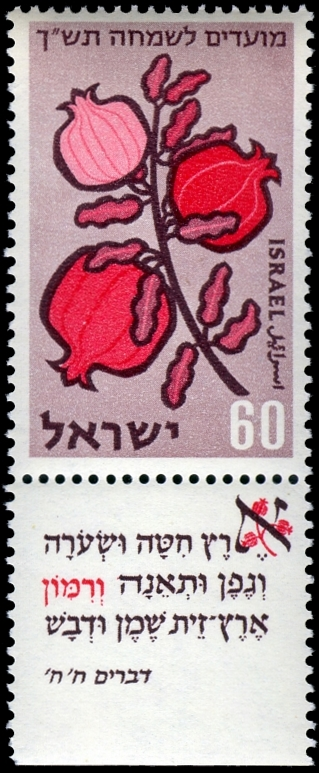
Granadas
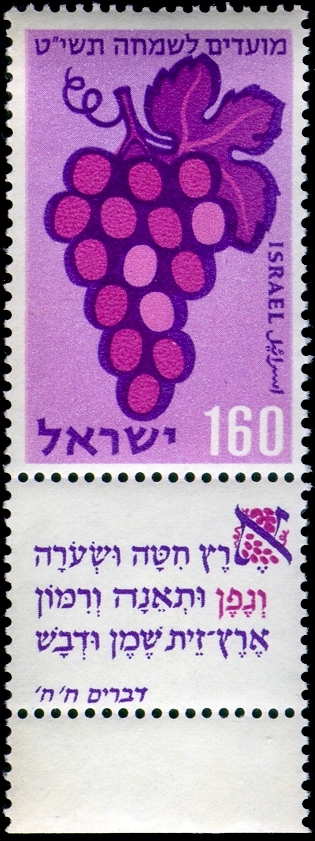
Uvas
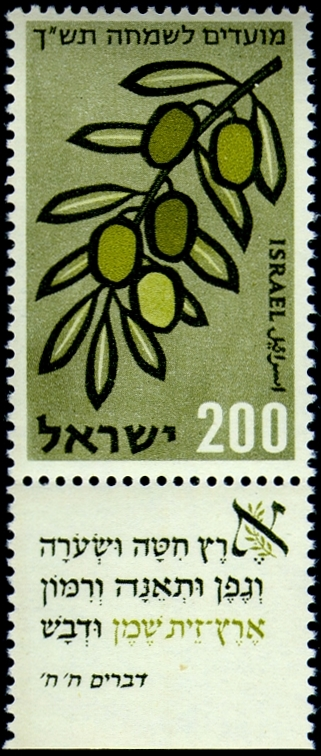
Olivas
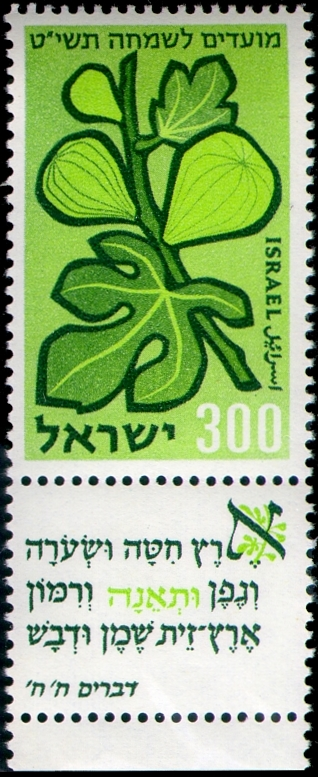
Higos
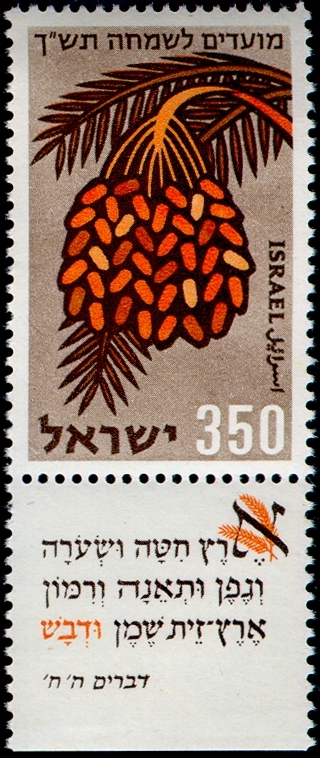
Miel (dátiles)

La inscripción citada en cada una de las estampillas tiene su fuente de inspiración en el texto original que figura en  el quinto libro de la Biblia hebrea:

« אֶרֶץ חִטָּה וּשְׂעֹרָה וְגֶפֶן וּתְאֵנָה וְרִמּוֹן אֶרֶץ זֵית שֶׁמֶן וּדְבָשׁ »

דברים ח:ח (Deuteronomio 8:8).